# 神威戰隊
神威戰隊（Strikeforce）是出現在漫威漫畫出版的美國漫畫書中的超級英雄團隊。該團隊首次出現在《Strikeforce #1》（2019 年 9 月）中，由作家提妮·霍華德（Tini Howard） 和藝術家日爾曼·佩拉爾塔（ Germán Peralta ）創建 。評論家將該系列描述為漫威對《黑暗正義聯盟》的回應。

## 出版歷史
漫威漫畫於2019 年6 月宣布推出該系列：「做復仇者聯盟和其他漫威英雄做不到的骯髒工作！戰鬥天使、刀鋒戰士、女蜘蛛人 (潔西卡·德魯)、巫術 (漫畫)、酷寒戰士、莫妮卡·蘭博和戴蒙·赫爾斯壯聯手打造一部怪物電影準備好迎接《STRIKEFORCE》中漫威宇宙底層的故事吧！
該系列於 2020 年 7 月被取消，第 9 期（2020 年 8 月 5 日發布）成為該系列的結局。

## 資料來源
1. ↑  Strikeforce #1
2. ↑  Aguilar, Matthew. . comicbook.com. June 11, 2019  [November 20, 2019].
3. ↑  Arrant, Chris. . GamesRadar+. July 17, 2020  [August 6, 2020].